# Gabriella Giorgelli
Gabriella Giorgelli, née à Carrare le 29 juillet 1941, est une actrice italienne.
Entre 1960 et 1998, elle jouer dans plus de 70 films.

## Biographie
Née à Carrare en 1941, elle se fait connaître dans le monde du spectacle après avoir été finaliste de l'édition 1961 de Miss Italie, dont elle est exclue pour avoir menti sur son âge réel, puis en tant que diva dans la presse à scandale. Elle apparaît dans de nombreux films, d'abord comme figurante, puis dans des rôles plus importants, bien que toujours secondaires ; les rôles les plus importants sont ceux de films d'auteur tels que L'Île des amours interdites (1962), Les Recrues (1962), Les Hors-la-loi du mariage (1963), Les Plus Belles Escroqueries du monde et Frénésie d'été (1964).
À partir de la seconde moitié des années 1960, sa carrière s'oriente vers les films de série B du genre poliziottesco (elle travaille avec Maurizio Merli et Tomás Milián), les westerns spaghetti et la comédie érotique à l'italienne, avec des apparitions sporadiques dans des films importants tels que Le Voyou (1970) de Claude Lelouch, L'Agnese va a morire (1976) de Giuliano Montaldo, La Cité des femmes (1980) de Federico Fellini, Storia d'amore (1986) de Francesco Maselli. À la télévision, elle joue dans des téléfilms tels que Lulu (1986), Casa Cecilia (1987), A che punto è la notte (1994) et Anni '60 (1999)..
Elle s'est mariée à Giuseppe Colombo, producteur de certains films de Dario Argento.

## Filmographie

### Actrice de cinéma

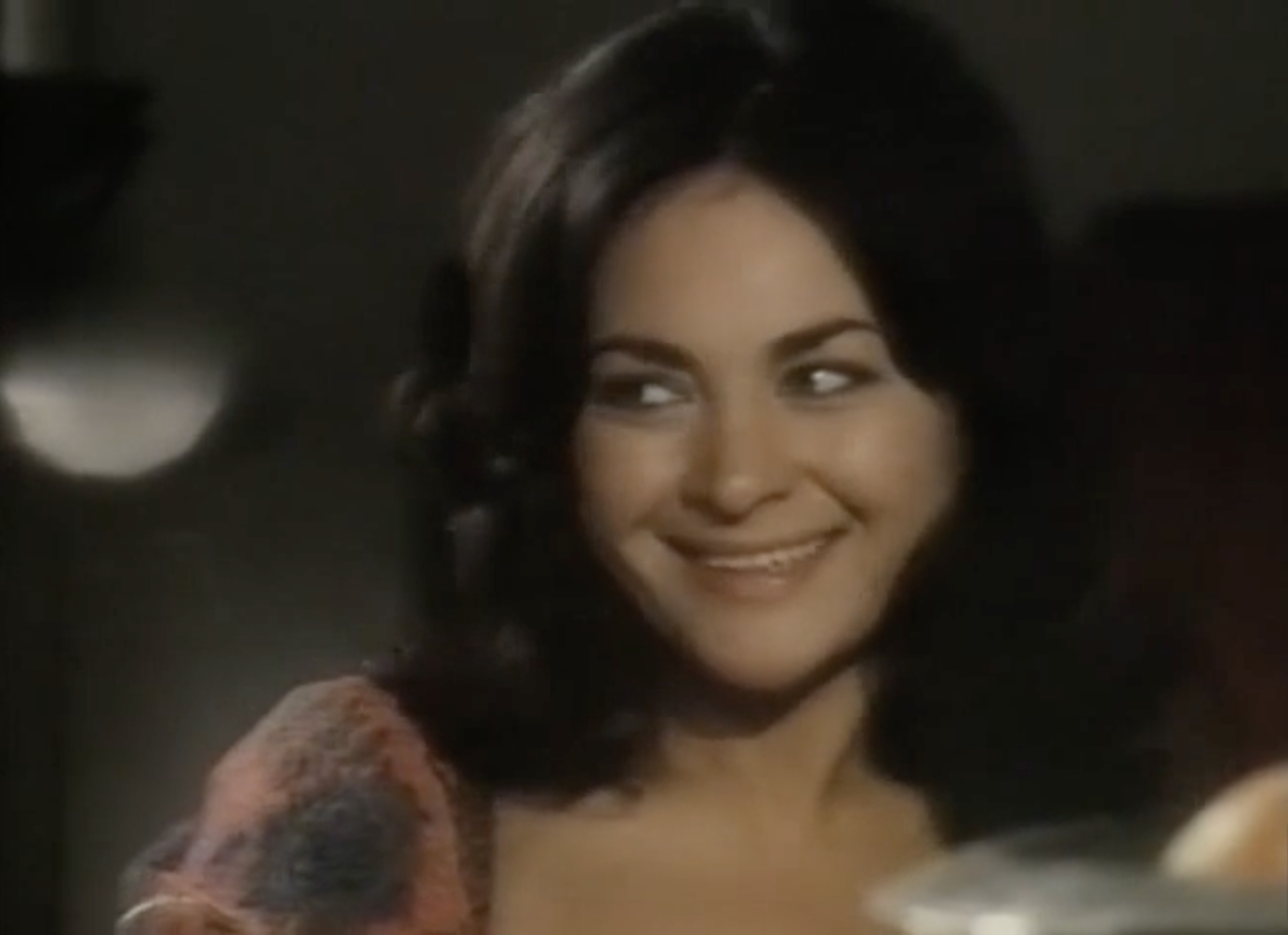
Giorgelli dans Les Contes pervers (1973).

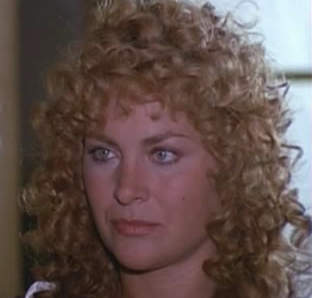
Giorgelli dans Il lumacone (1974).

- 1960 : La Grande Pagaille (Tutti a casa) de Luigi Comencini
- 1962 : L'Île des amours interdites (L'isola di Arturo) de Damiano Damiani
- 1962 : Les Recrues (La commare secca) de Bernardo Bertolucci
- 1963 : Les Camarades (I compagni) de Mario Monicelli
- 1963 : Les Hors-la-loi du mariage (I fuorilegge del matrimoni) de Valentino Orsini
- 1963 : La ragazza (La ragazza di Bube) de Luigi Comencini
- 1964 : Frénésie d'été (Frenesia dell'estate) de Luigi Zampa
- 1964 : Les Plus Belles Escroqueries du monde (Le più belle truffe del mondo), segment La Feuille de route (Foglio di via) d'Ugo Gregoretti
- 1965 : Je te tuerai (Uno straniero a Sacramento) de Sergio Bergonzelli
- 1965 : Guerre secrète (La guerra segreta) de Christian-Jaque, Werner Klingler, Carlo Lizzani et Terence Young
- 1965 : La ragazzola (it) de Giuseppe Orlandini
- 1966 : Le Greco (El Greco) de Luciano Salce
- 1967 : Una rete piena di sabbia d'Elio Ruffo (it)
- 1967 : Le Commissaire Maigret à Pigalle (Maigret a Pigalle) de Mario Landi
- 1967 : Les Longs Jours de la vengeance (I lunghi giorni della vendetta) de Florestano Vancini
- 1967]: La Chair et le Fouet (Das Rasthaus der grausamen Puppen) de Rolf Olsen
- 1967 : Operazione ricchezza (it) de Vittorio Musy Glori
- 1967 : Poker d'as pour Django (Le due facce del dollaro) de Roberto Bianchi Montero
- 1968 : Brutti di notte (it) de Giovanni Grimaldi
- 1968 : Les Amours de Lady Hamilton de Christian-Jaque
- 1968 : I due deputati (it) de Giovanni Grimaldi
- 1968 : La Ceinture de chasteté (La cintura di castità) de Pasquale Festa Campanile
- 1969 : À la recherche de Grégory (In Search of Gregory) de Peter Wood (en)
- 1969 : Jean-Roch Coignet de Claude-Jean Bonnardot.
- 1970 : On ne greffe pas que les cœurs... (Il trapianto) de Steno
- 1970 : Shango, la pistola infallibile d'Edoardo Mulargia
- 1970 : Le Goût de la vengeance (La belva) de Mario Costa
- 1970 : Terzo canale (Avventura a Montecarlo) de Giulio Paradisi
- 1970 : Le Voyou de Claude Lelouch
- 1971 : Mallory 'M' comme la mort (Il mio nome è Mallory... M come morte) de Mario Moroni : Cora Ambler
- 1971 : Tre nel mille de Franco Indovina
- 1971 : Il clan dei due Borsalini de Giuseppe Orlandini
- 1972 : Causa di divorzio de Marcello Fondato
- 1972 : Le Tueur à l'orchidée (Sette orchidee macchiate di rosso) d'Umberto Lenzi
- 1972 : Le Décameron interdit (it) (Il Decamerone proibito) de Carlo Infascelli
- 1972 : Fais vite, monseigneur revient ! (Quel gran pezzo dell'Ubalda tutta nuda e tutta calda) de Mariano Laurenti
- 1972 : On m'appelle Providence (La vita, a volte, è molto dura, vero Provvidenza?) de Giulio Petroni
- 1972 : V'là que les nonnes dansent le tango ! (it) (Fratello homo sorella bona) de Mario Sequi
- 1972 : Les Nouveaux Contes immoraux (Decameroticus) de Giuliano Biagetti
- 1973 : La Charge des diables (Campa carogna... la taglia cresce) de Giuseppe Rosati
- 1973 : Les Contes pervers (Novelle licenziose di vergini vogliose) de Joe D'Amato
- 1973 : Moi et lui (Io e lui) de Luciano Salce
- 1973 : La Police au service du citoyen (La polizia è al servizio del cittadino?) de Romolo Guerrieri
- 1973 : La Vie sexuelle dans les prisons de femmes (Diario segreto da un carcere femminile) de Rino Di Silvestro
- 1974 : Pourvu qu'on ait l'ivresse (I piaceri della contessa Gamiani) de Rinaldo Bassi
- 1974 : Deux Grandes Gueules (Il bestione) de Sergio Corbucci
- 1974 : Amore mio non farmi male de Vittorio Sindoni
- 1974 : Il lumacone de Paolo Cavara
- 1974 : Franco e Ciccio superstars (it), film de montage de Giorgio Agliani
- 1974 : Scusi Eminenza... posso sposarmi? (it) de Salvatore Bugnatelli
- 1975 : L'educanda (it) de Franco Lo Cascio
- 1975 : Marche pas sur ma virginité (La moglie vergine) de Marino Girolami
- 1975 : La polizia brancola nel buio d'Elio Palumbo
- 1976 : San Pasquale Baylonne protettore delle donne (it) de Luigi Filippo D'Amico
- 1976 : La moglie di mio padre d'Andrea Bianchi
- 1976 : L'Agnese va a morire de Giuliano Montaldo
- 1976 : Amici più di prima (it), film de montage de Marino Girolami, Giovanni Grimaldi et Giorgio Simonelli
- 1977 : Le Cynique, l'Infâme et le Violent (Il cinico, l'infame, il violento) d'Umberto Lenzi
- 1977 : Tre tigri contro tre tigri de Sergio Corbucci
- 1978 : Cible pour un tueur (Bersaglio altezza uomo) de Guido Zurli
- 1980 : Il terno a letto de Guido Zurli
- 1980 : La Cité des femmes (La città delle donne) de Federico Fellini
- 1982 : Delitto sull'autostrada de Bruno Corbucci
- 1983 : Hercule (Hercules) de Luigi Cozzi
- 1985 : Cinq Salopards en Amazonie (Squadra selvaggia) d'Umberto Lenzi
- 1986 : Storia d'amore de Francesco Maselli
- 1988 : Bersaglio sull'autostrada (it) de Marius Mattei
- 1997 : Le Masque de cire (M.D.C. - Maschera di cera) de Sergio Stivaletti
- 1998 : La rumbera de Piero Vivarelli : Teresa
- 2004 : Come inguaiammo il cinema italiano: La vera storia di Franco e Ciccio de Ciprì et Maresco
- 2007 : The Diabolikal Super-Kriminal, documentaire de Ss-Sunda
- 2019 : Fellini fine mai, documentaire d'Eugenio Cappuccio (it)